# أسطوانة مطولة
الأسطوانة المطولة (EP) هي أسطوانة فينيل أو سي دي أو موسيقى محملة والتي تحتوي على موسيقى أكثر من الأغنية المنفردة، لكنها قصيرة جداً لتعتبر ألبوم، عادةً. الأغنية المطولة تمتد لحوالي 10 - 28 دقيقة من الموسيقى، أو انها تحتوي على أكثر من أربعة أغاني، والألبوم تكون مدته من 30 - 80 دقيقة.